# Rhionaeschna punctata
Rhionaeschna punctata är en trollsländeart som först beskrevs av Martin 1908.  Rhionaeschna punctata ingår i släktet Rhionaeschna och familjen mosaiktrollsländor. Inga underarter finns listade i Catalogue of Life.